# Mélitée des scabieuses
Melitaea parthenoides
Espèce
Le Mélitée des scabieuses (Melitaea   parthenoides) est une espèce de lépidoptères (papillons) appartenant à la famille des Nymphalidae, à la sous-famille des Nymphalinae, à la tribu des Melitaeini, et au genre Melitaea.

## Description
La Mélitée des scabieuses est une Mélitée au dessus orange discrètement ornementé de marron avec une bordure marron.
Le revers des antérieures est orange orné de quelques marques marron, celui des postérieures est à bandes de damiers blanc crème et jaune.

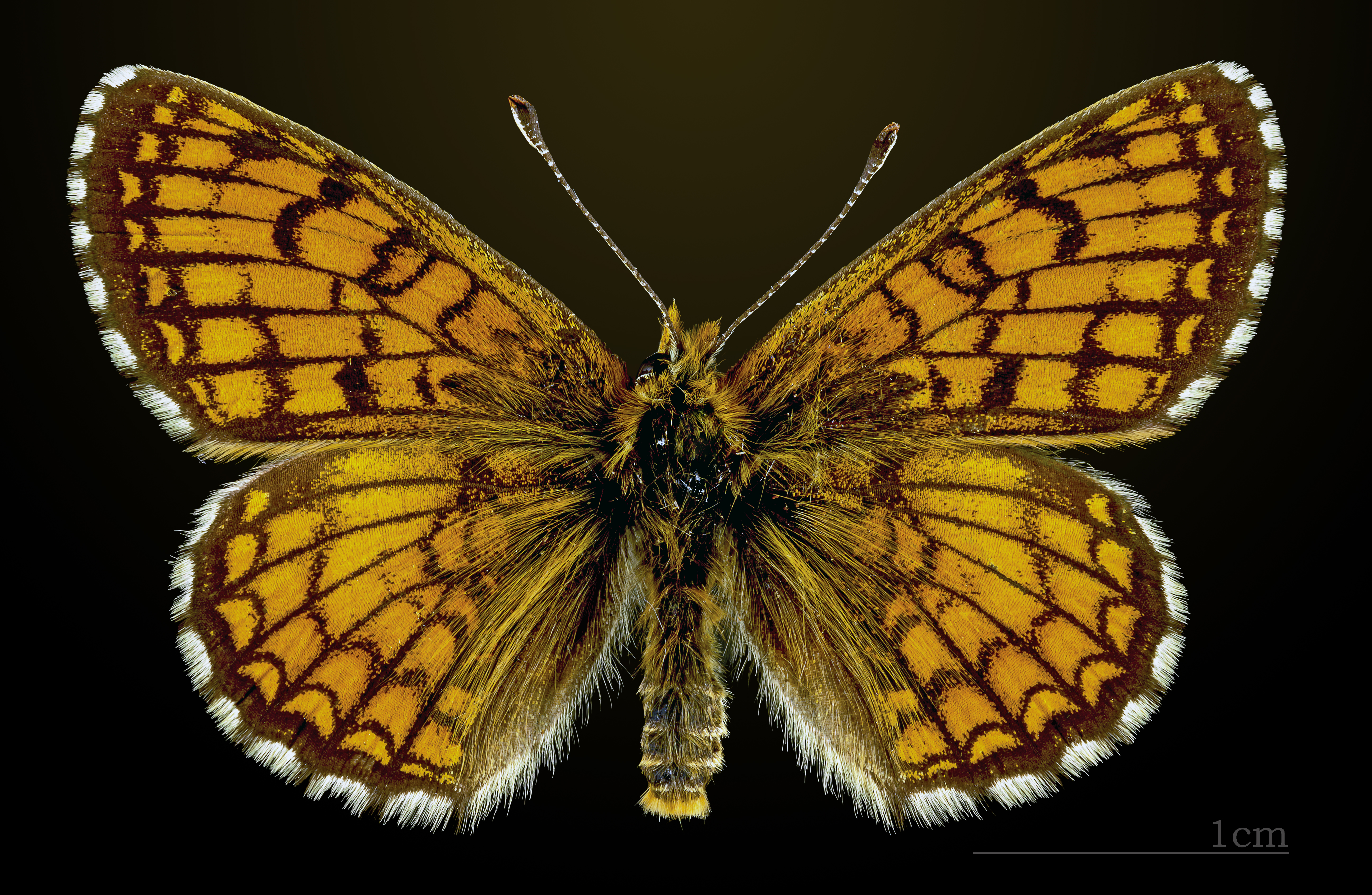
Face dorsale du mâle
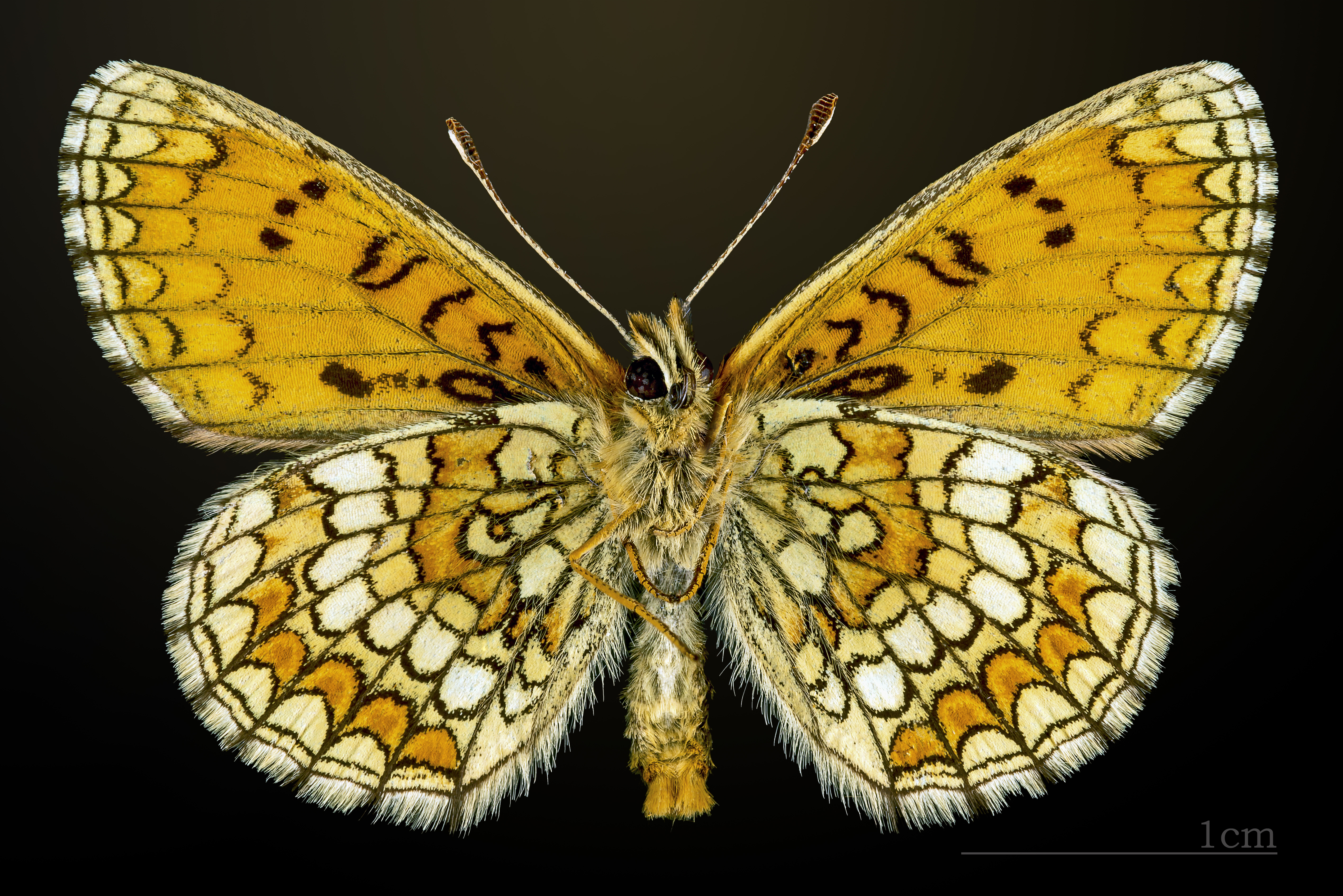
△ Revers du mâle
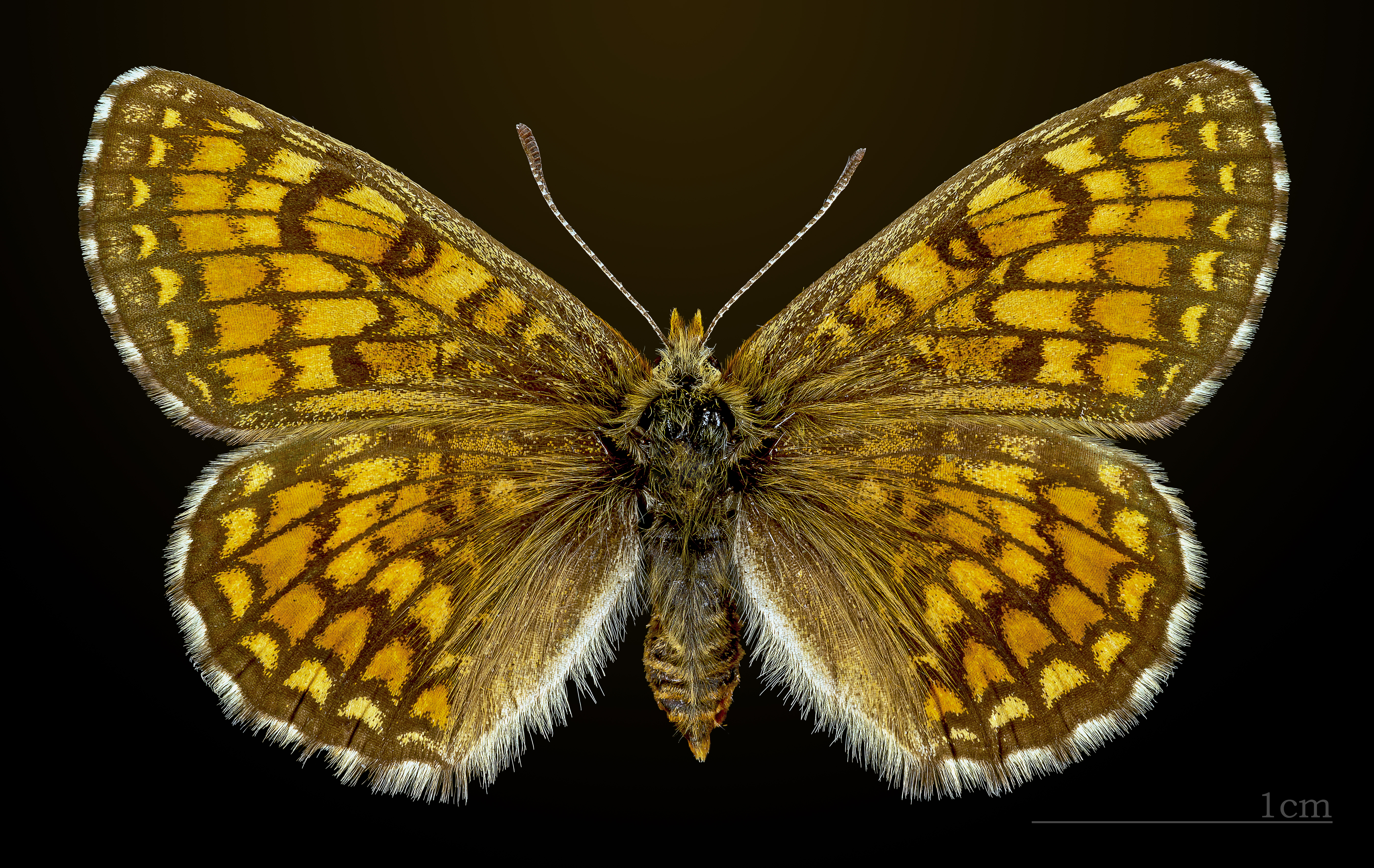
Face dorsale de la femelle
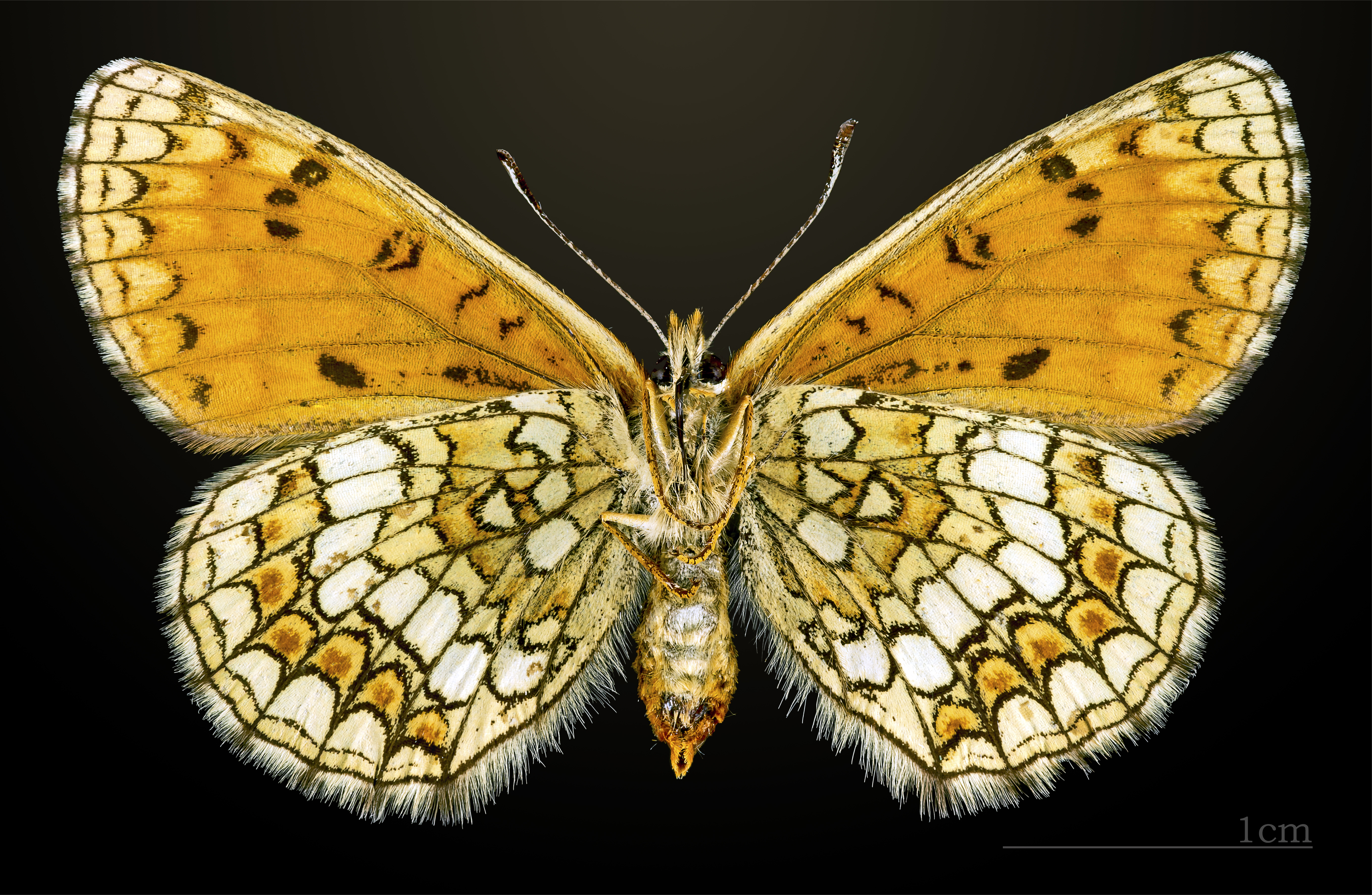
△ Revers de la femelle

## Biologie

### Période de vol et hivernation
La Mélitée des scabieuses vole en général en deux générations en mai-juin puis août-septembre, sauf en altitude où elle a une seule génération en juin-juillet.
Elle hiverne au stade de chenille, en groupe.

### Plantes hôtes
Les plantes hôtes de sa chenille sont des plantains (Plantago) : Plantago lanceolata, Plantago alpina et Plantago media.

## Écologie et distribution

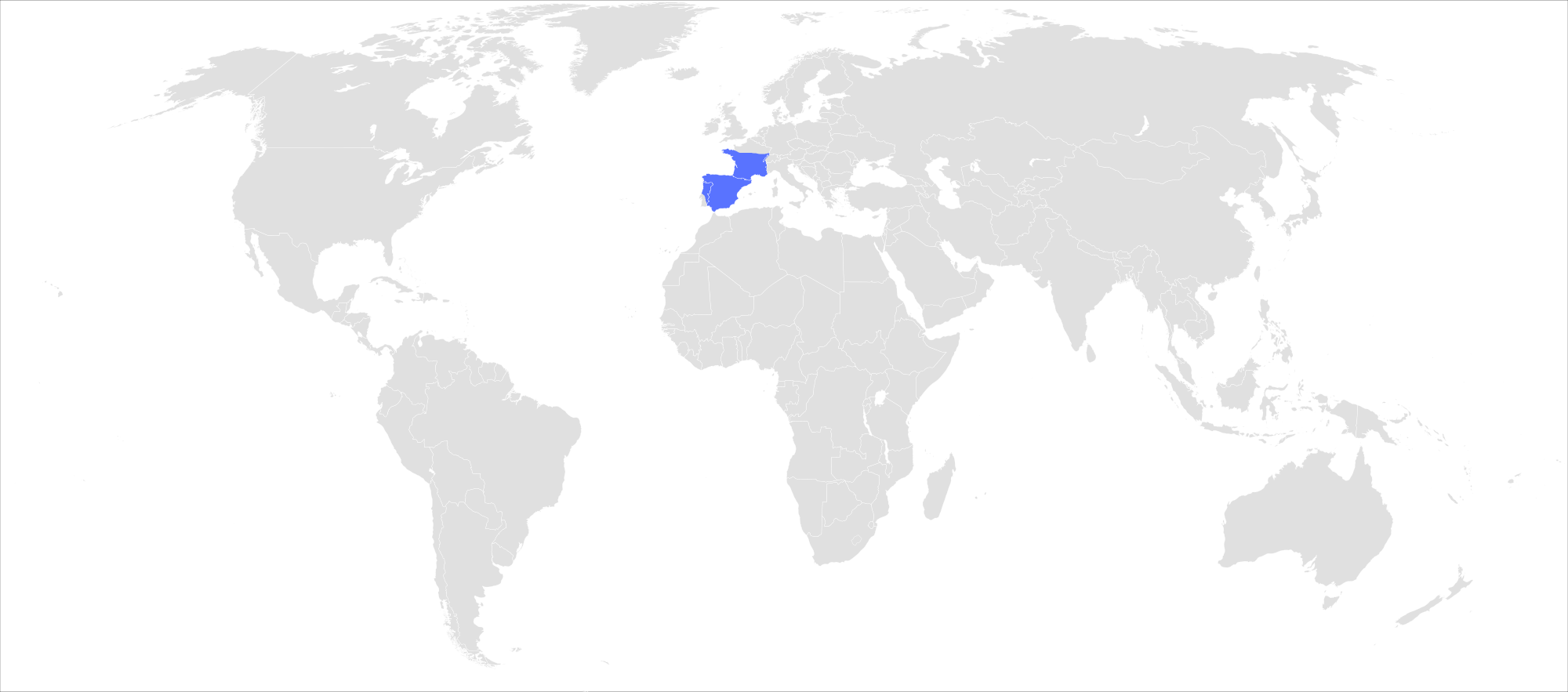
Distribution

La Mélitée des scabieuses est présente dans le Sud-Ouest de l'Europe, principalement au Portugal, en Espagne et en France, et très localement en Suisse, dans le Nord de l'Italie et le Sud de l'Allemagne.
Elle est répandue dans une grande partie de la France métropolitaine, où elle ne manque que dans quelques départements du tiers nord du pays et en Corse.

### Biotope
C'est un papillon des lisières de bois herbues et fleuries.

## Systématique
L'espèce Melitaea parthenoides a été décrite par l'entomologiste allemand Wilhelm Moritz Keferstein en 1851, sous le nom initial de Melitaea athalia parthenoides.

### Synonymes
- Argynnis parthenie Borkhausen, 1788
- Papilio parthenie Godart, 1819 [3]
- Melitaea athalia parthenoides Keferstein, 1851 [4]

### Noms vernaculaires
- en français : la Mélitée des scabieuses (nom contesté car l'espèce ne vit pas sur les scabieuses[5]), la Mélitée de la lancéole
- en anglais : Meadow fritillary.

## La Mélitée des scabieuses et l'Homme

### Protection
Cette espèce n'a pas de statut de protection particulier en France.